# Organel
| Celbiologie |
| De dierlijke cel |
| --- |
| Animal Cell |
| Componenten van een dierlijke cel: 1. Nucleolus 2. Celkern 3. Ribosoom (blauwe puntjes) 4. Vesikel 5. Ruw endoplasmatisch reticulum 6. Golgicomplex 7. Cytoskelet 8. Glad endoplasmatisch reticulum 9. Mitochondrion 10. Vacuole 11. Cytosol 12. Lysosoom 13. Centrosoom 14. Celmembraan |
| Portaal Biologie |

Een organel is een onderdeel van een eukaryote cel, met een gespecialiseerde functie. Organellen zijn essentieel voor het laten verlopen van stofwisseling, het genereren van energie, het handhaven van de celstructuur, en voor de instandhouding van het genetisch materiaal in de cel. Samenwerking tussen organellen ligt aan de basis van alle cellulaire activiteit. 
Organellen van een cel kunnen vergeleken worden met organen binnen meercellige organismen. Door de ruimtelijke scheiding maken de organellen de diverse celprocessen mogelijk. Eukaryote cellen worden dan ook "gecompartimenteerd" genoemd: ze bevatten membraan-omsloten compartimenten die zich naar bouw en functie van elkaar onderscheiden. Niet alle organellen zijn door een membraan omgeven.
Organellen variëren in aantal en vorm. Dit is met name duidelijk bij cellen die gespecialiseerd zijn en een specifieke taak in het organisme vervullen. Plasmacellen bijvoorbeeld, die grote hoeveelheden antilichaammoleculen in de bloedbaan afscheiden, bevatten een uiterst omvangrijk endoplasmatisch reticulum, nodig voor de voortdurende eiwitsynthese. De grootte, vorm, samenstelling en locatie van organellen zijn belangrijke aspecten die uiteindelijk bijdragen aan de functie van de cel als geheel.
De meeste prokaryoten (bacteriën) beschikken niet over echte organellen. Er kunnen soms bacteriële microcompartimenten worden onderscheiden, zoals de carboxysomen in cyanobacteriën, die een functie hebben bij het vastleggen van CO2. Microcompartimenten kunnen beschouwd worden als primitieve organellen.

## Omschrijving
Er bestaan binnen de celbiologie verschillende definities van de term organel. Meestal wordt het als synoniem gebruikt van celcompartiment, een ruimte in de cel die omgeven is door een lipide dubbellaag. Sommige wetenschappers beperken de term 'organel' tot die celcompartimenten, die hun eigen genetisch materiaal bevatten. Volgens deze definitie zijn alleen de mitochondriën en plastiden echte organellen. Mitochondriën en plastiden, zoals chloroplasten, onderscheiden zich van andere functionele celonderdelen doordat ze een eigen evolutionaire geschiedenis, en daardoor hun eigen genetisch materiaal hebben ('chondroom', resp. 'plastoom'). Volgens de endosymbiontentheorie stammen ze oorspronkelijk af van prokaryoten die, door middel van endosymbiose, in een voorouderlijke eukaryote cel zijn gaan leven, en in de loop van de evolutie hun zelfstandigheid zijn verloren.
Een vaker gebruikte, juist veel bredere definitie, stelt dat een organel een functionele structuur is binnen een cel, al of niet door een membraan omgeven. Onder deze definitie vallen dus de membraan-ingesloten compartimenten, zoals het golgicomplex en de chloroplast, maar ook moleculaire complexen die geen membraan bevatten, zoals het ribosoom, de trilhaartjes of de nucleolus. Deze bredere definitie wordt in de vakliteratuur veel gebruikt en is algemeen geaccepteerd.

### Eukaryotische organellen
Een cel van een eukaryoot organisme heeft een complexe interne structuur. Binnen de cel komen compartimenten voor, omgeven door membranen die vergelijkbaar zijn met de buitenste celmembraan. Bijna 50% van het totale volume van een eukaryotische cel wordt fysiek in beslag genomen door organellen. De grootste organellen, zoals de celkern en vacuole, zijn over het algemeen duidelijk zichtbaar onder een traditionele lichtmicroscoop.
Niet alle eukaryoten bevatten onderstaande organellen. In bijzondere gevallen kunnen binnen cellen organellen afwezig zijn, die over het algemeen als universeel beschouwd worden onder eukaryoten. Een goed voorbeeld hiervan is de afwezigheid van mitochondriën in de parasitaire protist Entamoeba histolytica. Er zijn ook uitzonderingen in structuur van individuele organellen: sommige chloroplasten bevatten bijvoorbeeld niet een dubbel chloroplastmembraan, maar een drie- of vierlagig membraan. Ook het aantal organellen binnen een cel kan sterk variëren, afhankelijk van functie en ouderdom.
| Organel                        | Voornaamste functie                                                                          | Structuur                    | Organisme                                | Opmerking                                                                                        |
| ------------------------------ | -------------------------------------------------------------------------------------------- | ---------------------------- | ---------------------------------------- | ------------------------------------------------------------------------------------------------ |
| Celkern                        | bestuurt alle cellulaire activiteiten door genexpressie, onderhoud en vorming van DNA en RNA | dubbel membraan-compartiment | alle eukaryoten                          | bevat het gehele genoom                                                                          |
| Mitochondrion                  | maakt energie beschikbaar in de vorm van ATP door oxidatie van glucose                       | dubbel membraan-compartiment | meeste eukaryoten                        | heeft eigen DNA ('chondroom'); geëvolueerd uit dissimilerende prokaryoten                        |
| Plastiden, zoals chloroplast   | fotosynthese, vangt lichtenergie voor de synthese van organisch materiaal; opslag zetmeel    | dubbel membraan-compartiment | planten, protisten, enkele kleptoplasten | heeft eigen DNA ('plastoom'); geëvolueerd uit fotosynthetiserende cyanobacteriën                 |
| Endoplasmatisch reticulum (ER) | transport en stofwisseling van eiwitten (ruw ER), vorming vetzuren (glad ER)                 | enkel membraan-compartiment  | alle eukaryoten                          | ruw ER is een netwerk van platte lamellen; glad ER is meer draadachtig, verbonden aan cytoskelet |
| Flagel                         | voortbeweging                                                                                | eiwit                        | sommige eukaryoten                       |                                                                                                  |
| Golgi-apparaat                 | sorteren, vouwen, verwerken en modificeren van eiwitten                                      | enkel membraan-compartiment  | alle eukaryoten                          | cis-zijde (convex) dichtst bij ruw ER; trans-zijde (concaaf) verst weg van ruw ER                |
| Vacuole                        | opslag, transport, ondersteunt homeostase                                                    | enkel membraan-compartiment  | alle eukaryoten                          | zeer groot in plantencellen, speelt een rol in totstandkoming turgor                             |

Veel van bovenstaande organellen maken deel uit van het zogenoemde endomembraansysteem, een netwerk van membranen bestaande uit de celkern, het endoplasmatisch reticulum, het golgi-apparaat, de lysosomen en de verschillende vesikels en vacuolen. Het endomembraansysteem vervult vele essentiële cellulaire functies: de synthese van eiwitten, het transport van eiwitten (naar membranen, naar organellen of naar het extracellulair milieu), metabolisme en lokalisatie van lipiden en het wegruimen van schadelijke stoffen.
Plastiden zijn een groep organellen in plantencellen en eukaryotische algen die een gemeenschappelijke voorouder delen. Er zijn, naast de chloroplast, verschillende andere plastiden te onderscheiden:
- Chloroplast, groene plastiden bij groewieren en landplanten
  - Phaeoplast, bruine gemodificeerde chloroplast van bruinwieren
  - Rhodoplast, rode gemodificeerde chloroplast van roodwieren
  - Dinoplast: gemodificeerde chloroplast van dinoflagellaten
  - Apicoplast: gemodificeerde chloroplast van Apicomplexa
- Chromoplast, gekleurde plastiden die biopigmenten opslaan en vormen,
- Leukoplast, kleurloze plastiden die een functie hebben bij het omzetten van glucose in zetmeel,
- Amyloplast, kleurloze plastiden die zetmeel opslaan,
- Etioplast, kleurloze plastiden die door lichtgebrek uit proplastide ontstaan,
- Gerontoplast, uit chloroplast ontstane plastiden in vergelende bladeren

| Organel / eiwitcomplex | Voornaamste functie                                                        | Structuur                             | Organismen                                         |
| ---------------------- | -------------------------------------------------------------------------- | ------------------------------------- | -------------------------------------------------- |
| Autofagosoom           | blaasje dat materiaal in het cytoplasma verzamelt voor afbraak             | dubbel membraan-compartiment          | alle eukaryoten                                    |
| Centriool              | aangrijpinspunt voor cytoskelet, regelt celdeling door vorming spoelfiguur | ketens van tubuline                   | dieren                                             |
| Glycosoom              | glycolyse: de splitsing van glucose in pyrodruivenzuur                     | enkel membraan-compartiment           | Sommige protozoa, zoals Trypanosomen               |
| Glyoxysoom             | omzetting van vetten in suikers                                            | enkel membraan-compartiment           | planten                                            |
| Hydrogenosoom          | maakt energie beschikbaar in anaërobe omstandigheden                       | dubbel membraan-compartiment          | Enkele eencelligen                                 |
| Lysosoom               | afbraak en afvoer van grote moleculen (zoals eiwitten en polysachariden)   | enkel membraan-compartiment           | dieren                                             |
| Melanosoom             | synhtese en opslag van biologisch pigment                                  | enkel membraan-compartiment           | dieren                                             |
| Myofibril              | contractie van spiercellen                                                 | gebundelde filamenten                 | dieren                                             |
| Nucleolus              | vorming van ribosomen                                                      | eiwitten, DNA en RNA                  | meeste eukaryoten                                  |
| Peroxisoom             | afbraak van metabool waterstofperoxide                                     | enkel membraan-compartiment           | alle eukaryoten                                    |
| Proteasoom             | afbraak van onnodige of beschadigde eiwitten door middel van proteolyse    | zeer groot eiwitcomplex               | alle eukaryoten, alle archaea en sommige bacteriën |
| Pyrenoïde              | Assimilatie van koolstof, vermijding fotorespiratie                        | eiwit-compartiment                    | vele microalgen en enkele hauwmossen               |
| Ribosoom               | eiwitproductie: vertaling van mRNA-code in een aminozuurvolgorde           | Ribosomaal RNA en ribosomale eiwitten | alle eukaryoten                                    |
| Trilhaar               | voortbeweging van stoffen in extracellulair milieu; celcommunicatie.       | microtubuli                           | dieren, protisten, enkele planten                  |
| Vesikel                | transport en stofwisseling van afval en voedingsdeeltjes                   | enkel membraan-compartiment           | alle eukaryoten                                    |

Andere bijbehorende structuren:
- Cytosol, de grondvloeistof van het cytoplasma
- Nucleosoom, complex van DNA en histonen
- Microtubuli, buisvormige eiwitketens
- Plasmamembraan, om de cel heen

### Prokaryotische organellen

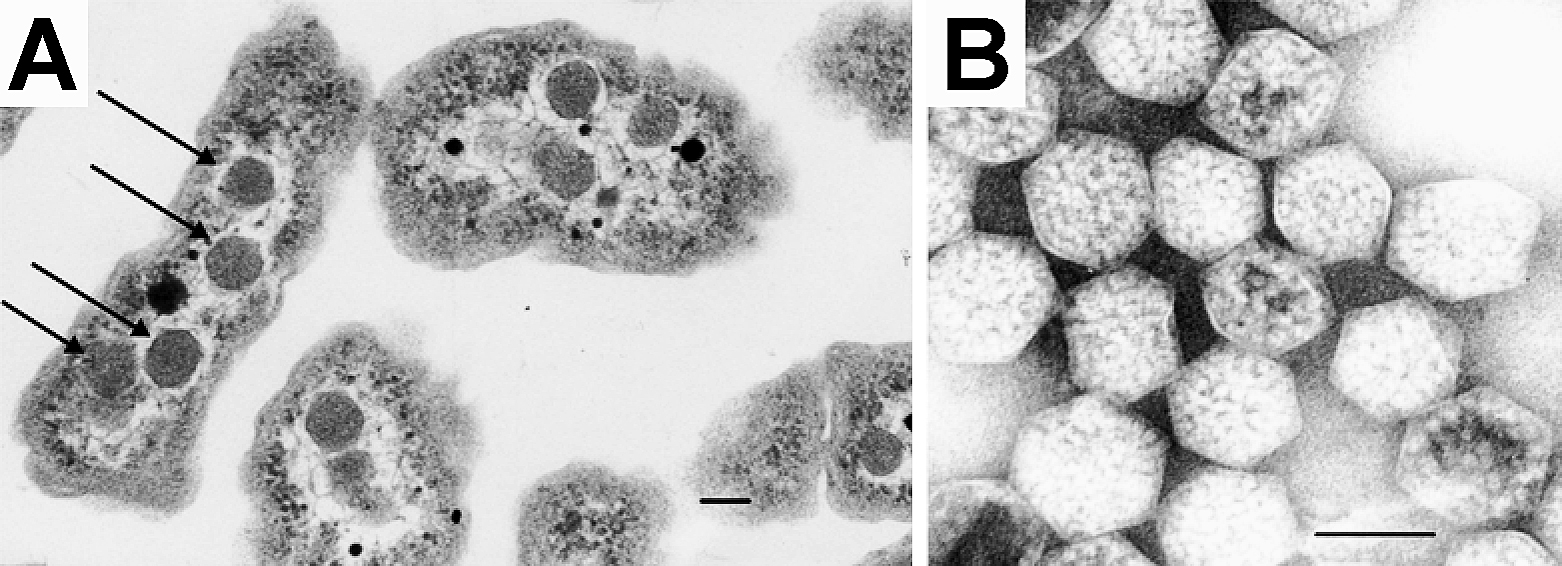
(A) Elektronenmicroscopische opname van Halothiobacillus neapolitanus, pijlen geven de carboxysomen aan.
(B) Opname van geïsoleerde carboyxsomen uit H. neapolitanus. Schaalbalk is 100 nm.

Prokaryoten hebben, in vergelijking met eukaryote cellen, een uiterst eenvoudige bouw. In het verleden ging men ervan uit dat prokaryoten geen echte organellen bezitten, maar met de komst van sterkere microscopen en verbeterde biochemische technieken, zijn er steeds meer details van de prokaryote cel aan het licht gekomen.
Een onderzoek uit 1973 toonde aan dat sommige prokaryoten beschikken over een inwendig microcompartiment, genaamd het carboxysoom. Deze compartimenten hebben een diameter van 100–200 nm en zijn omgeven door een "schil" van eiwitten. Nog verrassender was de ontdekking van het magnetosoom in 2006, een prokaryotisch organel dat door een membraan is omgeven en een rol speelt bij oriëntatie met behulp van magneetvelden. Daarnaast werden celkern-achtige structuren gevonden in Planctomycetes, eveneens door een lipide membraan omgeven.
| Organel / eiwitcomplex | Voornaamste functie                                              | Structuur                                           | Organismen                        |
| ---------------------- | ---------------------------------------------------------------- | --------------------------------------------------- | --------------------------------- |
| Carboxysoom            | assimilatie van koolstof, vermijding fotorespiratie              | eiwit-compartiment                                  | sommige bacteriën                 |
| Chlorosoom             | fotosynthese                                                     | lichtopvangsysteem                                  | groene zwavelbacteriën            |
| Flagel                 | voortbeweging                                                    | eiwitketens                                         | sommige prokaryoten en eukaryoten |
| Magnetosoom            | magnetoceptie voor oriëntatie                                    | anorganische kristallen, enkel-membraan             | magnetotactische bacteriën        |
| Nucleoïde              | opslag en onderhoud van DNA, vorming van RNA                     | DNA-eiwitten                                        | alle prokaryoten                  |
| Pilus                  | Adhesie voor conjugatie van DNA                                  | een haarachtige structuur aan het membraanoppervlak | met name gramnegatieve bacteriën  |
| Plasmide               | uitwisseling van DNA                                             | ringvormig DNA                                      | sommige bacteriën                 |
| Ribosoom               | eiwitproductie: vertaling van mRNA-code in een aminozuurvolgorde | rRNA en r-eiwitten                                  | bacteriën en archaea              |
| Thylakoïde             | fotosynthese                                                     | fotosysteemeiwitten en pigmenten                    | voornamelijk cyanobacteriën       |